# Танцош, Нандор
Нандор Стивен Танцош (англ. Nándor Steven Tánczos, венг. Tánczos Nándor, родился 29 мая 1966) — новозеландский политик венгерского происхождения, в 1999—2008 бывший депутатом парламента Новой Зеландии от Партии зелёных. Первый и пока единственный растафарианец в новозеландском парламенте.

## Деятельность
Родился в семье венгерского эмигранта, покинувшего Венгрию (1957) после подавления восстания 1956 года, и матери смешанного готтентотско-голландско-немецкого происхождения. Окончил Университет Уаикато, является специалистом в области пермакультуры. Основал компанию, производящую товары из пеньки.
Был вовлечён в деятельность Партии легализации каннабиса Аотеароа, затем перешёл к «зелёным» (вначале «Диким зелёным» — радикальной молодёжной организации). В Партии зелёных был ответственным за вопросы, связанные с окружающей средой, устойчивым развитием, информационно-коммуникационными технологиями, конституционным правом, правосудием и торговлей.
Остаивает либерализацию законодательства об употреблении лёгких наркотиков, восстановительное правосудие и программное обеспечение с открытым кодом.
В 1999 году впервые был избран в парламент, будучи четвёртым в избирательном списке Партии зелёных. Затем ещё дважды избирался по партийным спискам, хотя выставлял и собственную кандидатуру и в мажоритарном избирательном округе Центрального Окленда, набрав в 1999, 2002 и 2005 годах 9,2 %, 20,0 % и 14,4 % голосов соответственно. После выборов 2005 года на некоторое время оказался вне парламента, но вернулся туда после внезапной кончины Рода Дональда, одного из сопредседателей партии. В 2006 году выдвигался на освободившуюся со смертью Дональда должность мужского сопредседателя Партии зелёных, но проиграл Расселу Норману.
В 2008 году объявил о намерении покинуть парламент и посвятить себя внепарламентской массовой политике. 26 июня 2008 года он оставил парламентскую деятельность, объявив в последней речи в Палате представителей Новой Зеландии, что «уходит, чтобы очистить свою душу», а поскольку во всех странах правительства контролируются корпорациями и поэтому не способны ответить на вызовы экологического кризиса, его решение может быть найдено только непосредственно самими народами.
В силу своих религиозных воззрений употребляет каннабис и носит дреды. Одновременно является трезвенником и борцом с алкоголизмом.